# Eugnamptobius morimotoi
Eugnamptobius morimotoi là một loài bọ cánh cứng trong họ Rhynchitidae. Loài này được Nakane miêu tả khoa học năm 1963.